# Alectryo
Alectryo(n) (Grieks Ἀλεκτρυών, Alektryon = haan) was een jongeling uit de Griekse mythologie. Hij hield voor Ares de wacht als deze 's nachts Aphrodite bezocht. Alectryo viel eenmaal in slaap en werd betrapt door de zonnegod Helios. Als straf voor zijn onoplettendheid werd Alectryo door Ares of Helios (de verhalen verschillen) in een haan veranderd opdat hij nooit meer zou vergeten de zonsopgang aan te kondigen. Leitus was een zoon van hem.